# Kopec (Skorušinské vrchy)
Kopec (1251,3 m n. m.  ) je druhý nejvyšší vrch v Skorušinských vrších. 

## Poloha
Masiv leží v západní části pohoří, v centrální části geomorfologického podcelku Kopec.  Nachází se na rozhraní okresů Tvrdošín a Dolný Kubín, v katastrálním území obcí Oravský Biely Potok a Krivá.  Vrchem zároveň prochází hranice mezi Oravou a Liptovem. Nejlehčí výstup na Kopec je z obce Malé Borové, která leží cca 2 km jihozápadním směrem. 

## Přístup
- po  červené značce z obce Oravský Biely Potok nebo z Malého Borového
- po  modré značce z Podbiela nebo přes sedlo Prieková ze Zuberca[2]